# Asphales
Asphales was een Belgische holding.

## Geschiedenis

### Aandeelhouders
Asphales werd in de nasleep van het vijandige overnamebod op de Generale Maatschappij van België door Carlo de Benedetti in mei 1988 opgericht. Oprichter was Piet Van Waeyenberge van de holding De Eik. Verschillende ondernemers en ondernemende families stapten in het kapitaal van de investeringsmaatschappij: Paul Janssen (Janssen Pharmaceutica), de holding Holdifima, de holding Ackermans & van Haaren, Yves Brasseur (Ibel/Cobepa), Theo Roussis (Ravago), Francois Tytgadt (Belgische Betonmaatschappij) en de families Saverys (CMB), Van Hool (Van Hool), Plouvier en Kreglinger (Kreglinger), Debaillie (Voeders Debaillie), Sabbe (Prado), Moortgat (Duvel Moortgat) en Versele (Versele-Laga).
In 1996 stapte ook Aimé Desimpel (ex-Desimpel) in het kapitaal. Hij werd ook bestuurder. Andere bestuurders waren Luc Bertrand (Ackermans & Van Haaren), Philippe Croonenberghs (Ibel) en Theo Roussis (Ravago). Ook Luc Debaillie, Paul De Meester en Michel Moortgat waren bestuurders.

### Participaties
Asphales wilde zich opwerpen als de Vlaamse verankeraar van verzekeringsgroep AG en verwierf 4,73% de verzekeraar. In 1990 kwam daar indirect nog eens 5,57% bij, via een participatie in Finasco, waarvan Asphales 51% kocht. In 1990 ging AG op in de bank-verzekeraar Fortis. Begin 1997 bedroeg de participatie 9,49% en was Asphales de tweede grootste aandeelhouder van Fortis-AG.
In mei 1990 kocht de holding een belang van ongeveer 12% in technologiebedrijf Barco. In oktober 1993 verkocht Barco een groot aandelenpakket van Barco, waardoor het belang van 11,64% tot 5,24% daalde. Eind 1996 bedroeg het belang van Asphales in Barco 4,11%. Samen met de Gimv zorgde Asphales voor de Vlaamse verankering van Barco.
In 1998 ging Asphales in vereffening.

### Fortales
De Vlaamse ondernemers die via Asphales een participatie van 5,3% aanhielden in Fortis ten tijde van de vereffening brachten dat belang op 31 mei 1999 onder in een nieuwe vennootschap, Fortales. De grootste aandeelhouders van Fortales waren Piet Van Waeyenberghe (De Eik), Jan Toye (Brouwerij Palm), John Lloyd, Cobepa, Paul Janssen (Janssen Pharmaceutica), de familie Dossche, de familie Van Hool (Van Hool), de familie Leysen (Bank Van Breda, Kredietbank Luxembourgeoise en de familie Brasseur.
Fortales keerde in de boekjaren 2000 en 2001 dividenden uit, maar daarna daalde de beurskoers van Fortis. Aanvankelijk hield Fortales een belang van 4,9% aan in Fortis België en vormde het een aandeelhouderssyndicaat met andere vaste aandeelhouders zoals de Generale Maatschappij van België. Door de eenmaking van het Fortis-aandeel van België en Nederland in december 2001 verwaterde het belang van Fortales in Fortis van 4,9% naar 2,8%. In 2002 werd het aandeelhouderssyndicaat opgezegd.